# 4770 Lane
4770 Lane (1989 PC) là một tiểu hành tinh vành đai chính được phát hiện ngày 9 tháng 8 năm 1989 bởi E. F. Helin ở Palomar.